# Бишоп Хил (Илиноис)
Бишоп Хил (енгл. Bishop Hill) град је у америчкој савезној држави Илиноис.

## Демографија
По попису из 2010. године број становника је 128, што је 3 (2,4%) становника више него 2000. године.
| Група             | 2000.       | 2010.        |
| Белци             | 124 (99,2%) | 128 (100,0%) |
| Афроамериканци    | 0 (0,0%)    | 0 (0,0%)     |
| Азијати           | 0 (0,0%)    | 0 (0,0%)     |
| Хиспаноамериканци | 1 (0,8%)    | 0 (0,0%)     |
| Укупно            | 125         | 128          |